# Colostygia nemorella
Colostygia nemorella là một loài bướm đêm trong họ Geometridae.